# どうしようもない
どうしようもない(英:There's nothing I can do)とは、物事の手の打ちどころがなく、どうにもならないという様である。

## どうしようもないが使われているページ
- どうしようもない (小田桐仁義の曲) (小田桐仁義が2022年12月10日に25代目シングルとして公開した楽曲)
- どうしようもない僕に天使が降りてきた